# Inkunabelforschung

Druckorte von Inkunabeln, die im ISTC erfasst sind

Die Inkunabelforschung (auch: Inkunabelkunde) beschäftigt sich mit dem gedruckten Buch des 15. Jahrhunderts. Ihr Gegenstand sind die Inkunabeln (auch: Wiegendrucke), mithin Druckwerke, die seit der Erfindung des Buchdrucks mit beweglichen Metalllettern durch Johannes Gutenberg bis zum Jahre 1500 hergestellt wurden. Die im 17. Jahrhundert ihren Anfang nehmende Inkunabelforschung ist Teil der allgemeinen Buchwissenschaft. Sie lässt sich in zwei verschiedene Aufgabenbereiche differenzieren: das Erstellen von Inkunabelverzeichnissen (Kataloge und Bibliografien) sowie die Druck- und Druckerforschung (Analyse der Drucktechnik). Im weiteren Sinne ist auch die Beschäftigung mit den historischen Verhältnissen der Inkunabelzeit und den Biografien der Inkunabeldrucker (Geschichte der Drucker) Teil der Inkunabelforschung.

## Begriffliche Abgrenzung

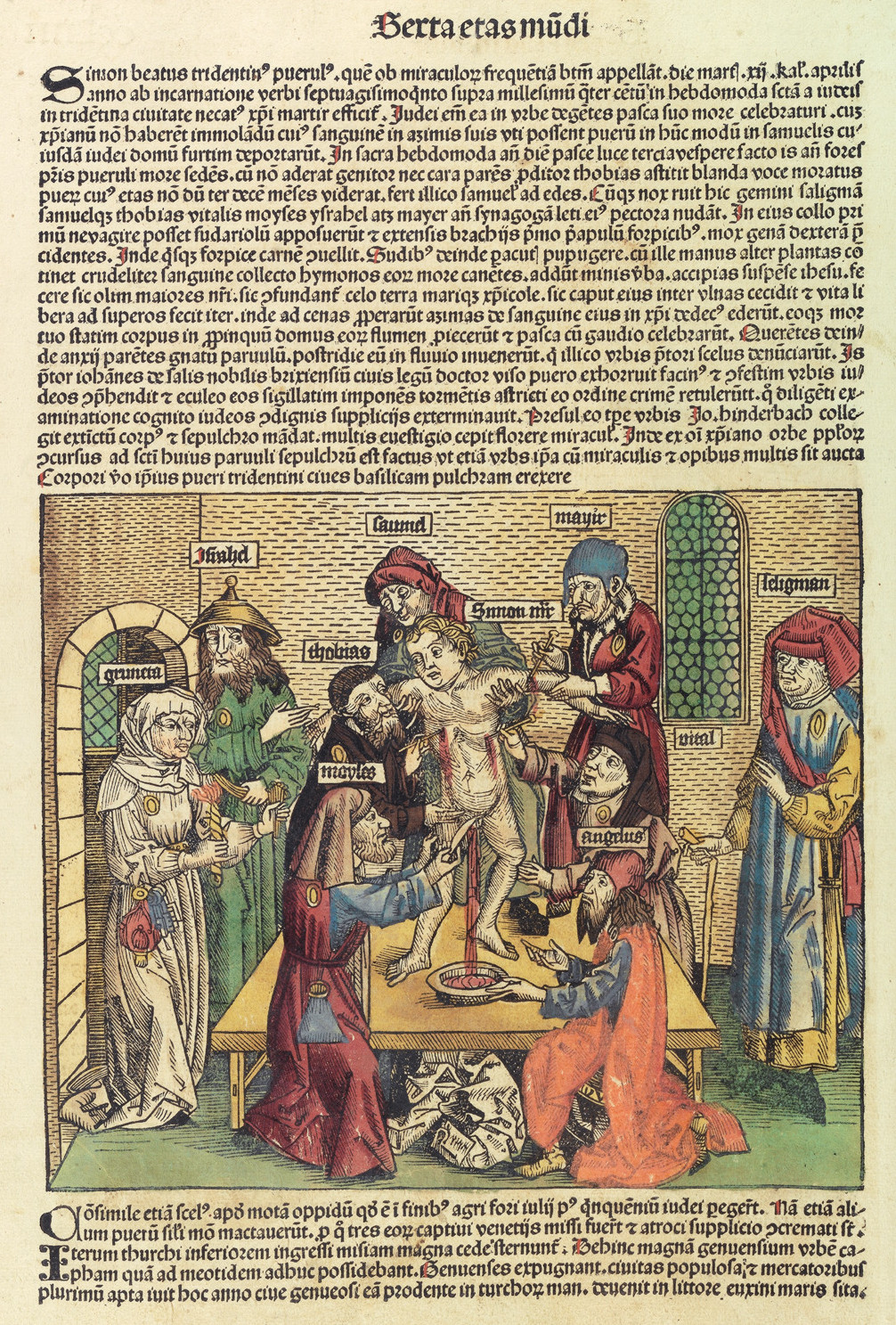
Schedelsche Weltchronik, Inkunabel von 1493

Der Begriff Inkunabel (von lat. incunabula = Wiege, Windeln) bezeichnet ein mit beweglichen Metalllettern hergestelltes Druckwerk, das vor dem 1. Januar 1501 vollendet wurde. Diese Definition steht in der heutigen Inkunabelforschung unumstößlich fest, obwohl es in früherer Zeit auch Bibliografen gab, die die zeitliche Grenze der Inkunabelzeit anders setzten (z. B. Georg Wolfgang Panzer). Die Festlegung auf das Jahr 1500 ist dabei freilich zunächst eine willkürliche Konvention. Sie hat aber dennoch eine innere Berechtigung, da um das Jahr 1500 Entwicklungen in Gang kamen, die dazu führten, dass sich die neuen Druckschriften deutlich von ihren Vorläufern unterschieden. So begann sich der Buchdruck davon zu lösen, die mittelalterlichen Handschriften als nachzuahmendes Beispiel zu betrachten und sich an deren Gestaltung zu orientieren. Das Medium Buch entwickelte vielmehr eigene Gesetzmäßigkeiten, die schließlich in seinem auch dem heutigen Leser vertrauten Erscheinungsbild einmündeten. Beispielhaft hierfür ist die Ausmerzung der von den mittelalterlichen Handschriften übernommenen Ligaturen und Abbreviaturen. Konrad Haebler, Nestor der Inkunabelkunde, verweist in seinem Handbuch der Inkunabelkunde auf einen weiteren Veränderungsprozess, der um die Jahrhundertwende einsetzte. Anders als in der Inkunabelzeit habe der Drucker des 16. Jahrhunderts seinem Werk nicht mehr als selbstständig schaffender Meister mit künstlerischem Anspruch gegenübergestanden, sondern sei zur handwerks- und gewerbsmäßigen Herstellung von Büchern übergegangen. Dieser Prozess setzte dabei freilich genau wie die Loslösung des Buchdrucks vom handschriftlichen Vorbild nicht mit einem Schlag am 1. Januar 1501 ein. Die Begrenzung der Inkunabelzeit durch die Jahrhundertwende stellt mithin einen Kompromiss aus unterschiedlichen Ansätzen zur Einordnung des Zeitalters der Wiegendrucke dar. Diese Konvention ist die bis heute gültige, da sie zum einen gut merkbar ist und zum anderen die besondere Stellung der Inkunabeln gegenüber späteren Druckwerken verdeutlicht.
Der Begriff Inkunabel taucht im Zusammenhang mit der Frühdruckzeit erstmals in einer Schrift Bernhard von Mallinckrodt auf. Anno 1640 veröffentlichte von Mallinckrodt anlässlich der Zweihundertjahrfeier der Erfindung des Buchdrucks das Werk De ortu et progressu artis typographicae, in welchem er das Zeitalter der frühesten Druckschriften als prima typographicae incunabula bezeichnete und dieses mit dem Jahr 1500 enden ließ. Es ist anzumerken, dass Mallinckrodt die Epoche und nicht die Druckschriften selbst als incunabula beschrieb. Für die frühesten Druckwerke selbst bürgerte sich die Bezeichnung Inkunabel erst im frühen 19. Jahrhundert ein. Dieser Fachterminus hat sich heute fest etabliert und auch Eingang in viele andere Sprachen gefunden. Die deutsche Bezeichnung Wiegendrucke ist hingegen weniger gebräuchlich.

## Inkunabelverzeichnisse
In der Mitte des 17. Jahrhunderts, also etwa 200 Jahre nach der Erfindung der Buchdruckerkunst durch Johannes Gutenberg, wurden die Inkunabeln erstmals Objekt spezieller Betrachtung und kulturgeschichtlicher Untersuchung. Die Wiegendrucke wurden als eine von den gedruckten Schriften jüngerer Zeit deutlich verschiedene Gruppe begriffen, weshalb man es für nötig erachtete, die Inkunabeln nun auch gesondert bibliografisch zu erfassen. Da die begrifflichen Definitionen nicht immer eindeutig sind, sei an dieser Stelle angemerkt, dass ein Katalog im Folgenden als Verzeichnis einer separaten Sammlung (zum Beispiel einer Bibliothek oder Spezialbibliothek) oder Region, eine Bibliografie als Verzeichnis, das anstrebt, die Gesamtheit aller existierenden Titel eines bestimmten Themenfeldes zu umfassen, verstanden werden soll.
Ein Auslöser dafür, dass den frühesten Druckerzeugnissen besondere Aufmerksamkeit geschenkt wurde, dürften die Jubiläumsfeierlichkeiten gewesen sein, die im Jahre 1640 zu Ehren Johannes Gutenbergs und seiner Erfindung in vielen deutschen Städten stattfanden. Das vielerorts geweckte Interesse für die Inkunabeln bildete die Grundlage für deren wissenschaftliche Betrachtung und führte alsbald zum Erscheinen des ersten Inkunabelkatalogs. Johannes Saubertus fügte seiner Historiae bibliothecae reipublicae Noribergensis anno 1643 als Anhang ein Verzeichnis bei, das 825 Inkunabeln enthielt, die sich in der Stadtbibliothek zu Nürnberg befanden. Zehn Jahre später ergänzte der Franzose Phillippe Labbé seine Nova bibliotheca mit dem Supplementum IX, in welchem 1289 Wiegendrucke aus den Beständen der Pariser Bibliothèque Royale bibliografisch erfasst wurden.
Cornelius van Beughems Verzeichnis Incunabula typographicae von 1688 bedeutete dahingehend einen Fortschritt, dass erstmals der Versuch unternommen wurde, ein Verzeichnis aller Druckwerke der Inkunabelzeit anzulegen. Seine Vorläufer Saubertus und Labbé hatten sich hingegen darauf konzentriert, Kataloge einzelner ihnen zur Verfügung stehender Sammlungen zu erstellen. Das als umfassende Bibliografie konzipierte Verzeichnis van Beughems enthielt annähernd 3000 Titel, darunter aber nur solche, die ausreichende Angaben über ihren Ursprung enthielten und eindeutig als Inkunabeln zu erkennen waren. Wie Saubertus und Labbé erfasste auch Cornelius van Beughem die Inkunabeln rein bibliografisch, machte keine erläuternden Anmerkungen und behandelte die Wiegendrucke nicht anders als Titel jüngeren Datums.
Michael Maittaires Annales typographici ab artis inventae origine ad annum MD waren das erste Inkunabelverzeichnis, dass auch wissenschaftlichen Ansprüchen genügen konnte. Im Gegensatz zu seinen Vorgängern beließ es Maittaire nicht dabei, die Titel lediglich bibliografisch zu notieren. In umfangreichen Anmerkungen verzeichnete er für den wissenschaftlichen Betrachter relevante Informationen zu den jeweiligen Inkunabeln. Des Weiteren ordnete Maittaire die Titel seiner Bibliografie in chronologischer Reihenfolge an und beschrieb die große Mehrzahl der verzeichneten Inkunabeln anhand eigener Anschauung. Die 1733 erschienene zweite Auflage der Annales typographicae brachte auch in Bezug auf die Anzahl der nachgewiesenen Druckschriften einen deutlichen Fortschritt. Sie enthielt annähernd 5600 Inkunabeln.
Als Fortsetzung und Verbesserung von Maittaires Bibliografie verstand Michael Denis sein Werk Annalium typographicorum Michaelis Maittaire Supplementum von 1789. Indem er sich eng an Maittaires Praxis der Titelanordnung und -beschreibung anlehnte, gelang es ihm, die Zahl der nachweisbaren Inkunabeln noch einmal mehr als zu verdoppeln.
In seiner Bibliografie verzeichnete Denis 6311 bis dahin unbekannte Wiegendrucke. Besondere Verdienste erwarb sich Michael Denis dadurch, dass er erstmals in großem Umfang bemüht war, auch solche Titel zu berücksichtigten, die keinen Druckvermerk aufwiesen. So enthielt sein Inkunabelverzeichnis 2237 Titel, in denen keinerlei Angaben zu Drucker, Druckort und Datum gemacht wurden. Trotzdem glaubte Michael Denis diese Ausgaben aufgrund eigener Recherche als Wiegendrucke ausweisen zu können.
Obwohl Francois Xavier Laires Verzeichnis Index librorum ab inventa typographica ad a. 1500 chronologice dispositus von 1791 dem Titel nach den Anspruch erhob, eine allgemeine Inkunabelbibliografie zu sein, handelte es sich dabei in Wirklichkeit lediglich um den Katalog der Sammlung des Kardinals Loménie de Brienne. Dennoch blieb Laires Werk von bleibender Bedeutung für die Geschichte der Inkunabelforschung. Die Besonderheit des Kataloges war nicht die Liste der nachgewiesenen Wiegendrucke, sondern die Art und Weise, in der die einzelnen Titel behandelt wurden. Laire beschrieb in bis dato ungekannter Ausführlichkeit alle charakteristischen Merkmale der Inkunabeln und verzeichnete gewissenhaft alle für den Inkunabelforscher relevanten Informationen. So enthielt sein Werk z. B. Informationen zur Art des Satzes, zu Signaturen, Kustoden, Registern usw.
Georg Wolfgang Panzer verfolgte den Anspruch, ein umfassendes Verzeichnis aller bekannten Wiegendrucke zu erstellen. In den 1788 erschienenen Annalen der älteren deutschen Literatur wandte Panzer sich zuerst gesondert den deutschsprachigen Inkunabeln zu. Universeller ausgerichtet waren hingegen seine von 1793 bis 1803 in Nürnberg veröffentlichten Annales typographici, die er als Gesamtbibliografie aller damals nachweisbaren Wiegendrucke konzipierte. Die verzeichneten Titel wurden dabei nach Druckorten, innerhalb der Orte nach den einzelnen Druckereien und dann erst chronologisch angeordnet. Aber auch in Bezug auf die zeitliche Begrenzung der Inkunabelzeit ging Panzer eigene Wege und verzeichnete alle Druckwerke bis 1536. Unter den 16.151 nachgewiesenen Titeln seiner Verzeichnisse sind mithin sowohl echte als auch vermeintliche Inkunabeln zu finden.
Ludwig Hains Repertorium bibliographicum (Stuttgart, 1826–1838) bedeutete eine Abkehr von Anlage und Methode der älteren Inkunabelverzeichnisse. Neu war dabei nicht die alphabetische Sortierung nach Verfasser oder Titel, sondern die genaue, buchstaben- und zeilengetreue Wiedergabe von Anfang (Incipit) und Schluss (Explicit) der Werke. Dadurch wurde es möglich, die einzelnen Exemplare nach ihrer literarischen Beschreibung mit voller Sicherheit und einwandfrei zu identifizieren. Hain, der nach Autoren bzw. nach Stichworten ordnete, machte des Weiteren ausführliche Angaben zu Format, Satzform, Typenart, der Zahl der Blätter und Zeilen sowie über das Vorhandensein von Signaturen, Kustoden, Blattzählung, Registern und Holzschnittillustrationen. Sein Repertorium bibliographicum umfasste insgesamt 16.397 Titel, wobei in Rechnung gestellt werden muss, dass das Werk beim Tode seines Verfassers unvollständig war, was auch das Fehlen von Registern und das Nichtvorhandensein von Angaben über Fundorte und besitzende Bibliotheken erklärt. Trotz dieser Unvollkommenheiten blieb Hains Repertorium bilbliographicum über fast ein Jahrhundert das grundlegende Werk der Inkunabelforschung. Diese Bedeutung verdankt Hains Bibliografie hauptsächlich ihrer Methode und der bahnbrechenden Neuerung, Incipit und Explicit vollständig zu verzeichnen. Diese neue Herangehensweise nahm sich auch die große Anzahl neuer Inkunabelkataloge einzelner Sammlungen, die infolge des Repertoriums erschienen, zum Vorbild.
Als Ergänzung zu Hains Verzeichnis, das trotz seiner Mängel für den Inkunabelforscher noch immer unentbehrlich ist, verstand W. A. Copinger sein von 1895 bis 1902 in London erscheinendes Supplement to Hain's Repertorium bibliographicum. Im ersten Teil seines Werkes verzeichnete Copinger einige Tausend Ergänzungen zu im Repertorium bibliographicum nur unvollständig beschriebenen Inkunabeln. Die beiden Bände des zweiten Teils enthielten 6619 neue Wiegendrucke, die Hain noch nicht gekannt hatte. Als Nachteil von Copingers Supplement wird gewertet, dass nur eine verschwindend geringe Zahl der verzeichneten Drucke aufgrund eigener Autopsie (Anschauung) beschrieben wurde. Dietrich Reichlings Appendices ad Hainii-Copingeri Repertorium bibliographicum hatten demgegenüber den Vorteil, dass ihr Verfasser den größten Teil der von ihm erfassten Inkunabeln selbst zu untersuchen Gelegenheit hatte. Reichling griff hauptsächlich auf die Bestände italienischer und schweizerischer Bibliotheken zurück, deren bis dato unbekannte Stücke er nach Hains Methode verzeichnete. Mit den von Reichling erstmals nachgewiesenen Inkunabeln erhöhte sich die „offizielle“ Zahl der Wiegendrucke auf 25.352. Bei dieser Zahl ist jedoch zu beachten, dass Dietrich Reichling, wie auch frühere Bibliografen, fälschlicherweise manche schon bekannten Inkunabeln als neue Titel beschrieb. Wie viele verschiedene Wiegendrucke weltweit wirklich existieren, ist bis heute unsicher. Schätzungen gehen von annähernd 30.000 Titeln aus, die in ca. 500.000 Exemplaren erhalten sein dürften.
Gegen Ende des 19. Jahrhunderts reiften Pläne, Hains Repertorium bibliographicum durch einen auf einer neuen Bestandsaufnahme basierenden Weltkatalog der Inkunabeln zu ersetzen. Anno 1904 wurde auf Anregung des Preußischen Kulturministeriums eine Kommission für den Gesamtkatalog der Wiegendrucke (GW) eingerichtet, deren Vorsitz zunächst Konrad Haebler übernahm. Die Kommissionsmitglieder gründeten an der damaligen Königlichen Bibliothek (heute: Staatsbibliothek zu Berlin) eine Zentralstelle für den GW und begannen ihre Aufgabe zunächst mit einer sorgfältigen Inventarisierung der deutschen Bestände. Für die Erfassung der Weltbestände fanden die Mitglieder der Kommission tatkräftige Unterstützung von ausländischen Inkunabelforschern. Der Erste Weltkrieg brachte empfindliche Störungen für die internationale Zusammenarbeit und die Erstellung des GW mit sich. So dauerte es bis 1925, ehe der erste Band mit 1256 Beschreibungen im Hiersemann Verlag zu Leipzig veröffentlicht wurde. In der Folge erschienen etwa alle zwei Jahre insgesamt sieben Bände, bis der Zweite Weltkrieg die Arbeit am Gesamtkatalog der Wiegendrucke vorläufig zum Erliegen brachte. Unglücklicherweise wurde die Fortführung des Werkes durch die politischen Verwerfungen zwischen den beiden deutschen Nachkriegsstaaten erheblich behindert, weshalb der vollständige achte Band erst 1978 vorlag. Bis heute bleibt der GW ein unvollständiges Projekt. Er liegt in zehn Bänden und zwei Lieferungen des elften Bandes vor. Mit dem elften Band werden die Buchstaben A–H vollständig verzeichnet sein. Inzwischen ist der Gesamtkatalog der Wiegendrucke auch als Online-Datenbank verfügbar.
Der GW ist alphabetisch nach Autoren bzw. bei anonymen Schriften nach Sachtiteln geordnet. Mithin wird der literaturgeschichtliche Aspekt der Inkunabeln an die erste Stelle gestellt. Jeder Eintrag besteht aus bibliografischer Notiz (Verfasser, Sachtitel, Drucker, Druckort etc.), Kollation (Angaben zu Umfang, Signaturen, Kustoden, Blattzählung, Anordnung, Ausstattung etc.), der textlichen Beschreibung (wiedergegebener Text nach dem Original in Antiqua oder Schwabacher gedruckt) und schließlich dem Quellen- und Exemplarnachweis.

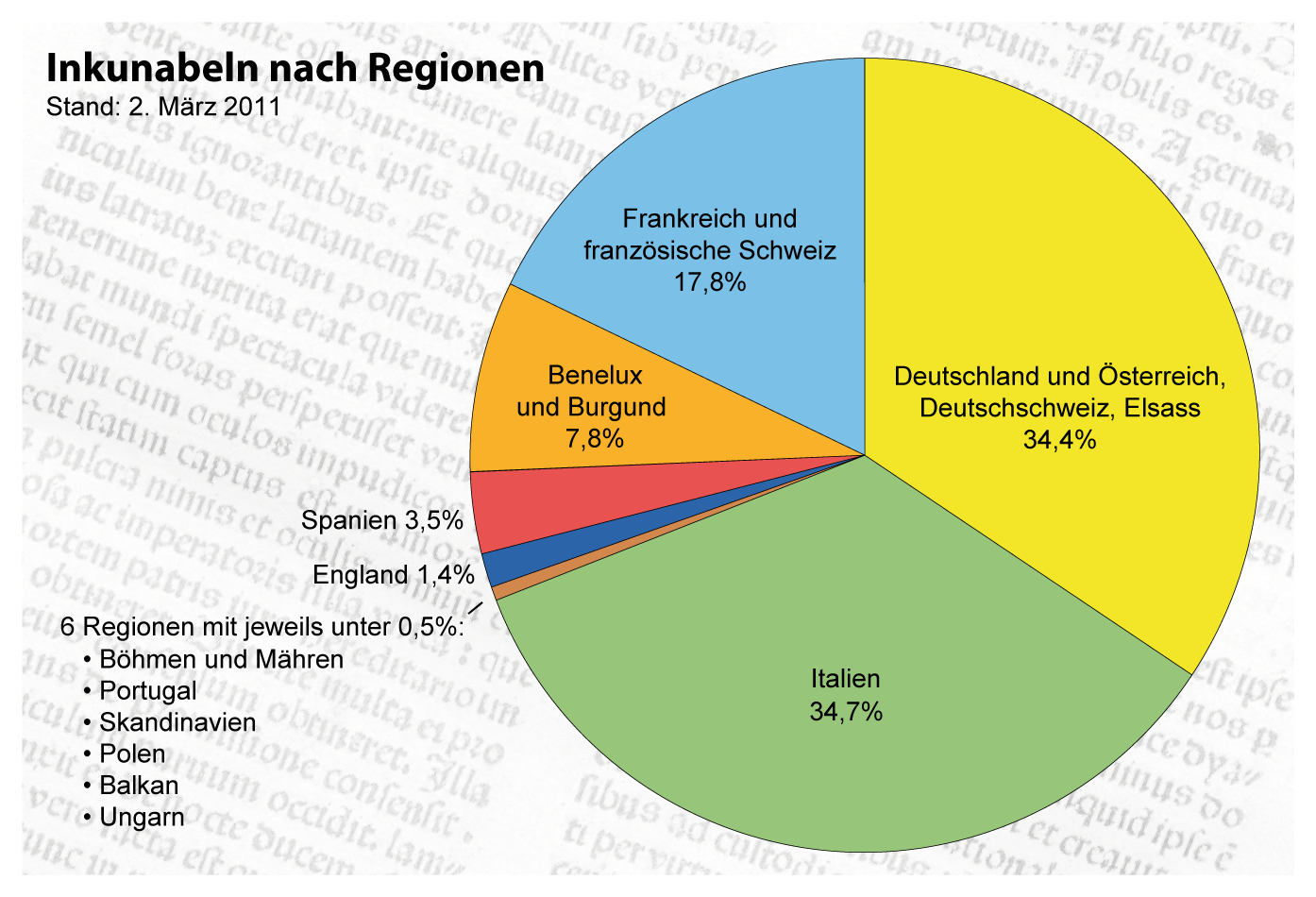
Aufschlüsselung der Inkunabeln im ISTC nach Herkunft

Vor dem Hintergrund der Schwierigkeiten bei der internationalen Zusammenarbeit am GW und der daraus resultierenden Unvollständigkeit des Werkes, kam jenen Unternehmungen eine besondere Bedeutung zu, die sich mit der katalogmäßigen Erfassung der Inkunabelbestände einzelner Länder und Sammlungen befassten. Das größte Projekt dieser Art ist der 1908 begonnene Catalogue of Books printed in the fifteenth Century now in the British Museum (heute: British Library). In London ist auf EDV-Basis der von der British Library geführte Incunabula Short Title Catalogue (ISTC) im Aufbau begriffen, der zu einem weltweiten Inventar weiterentwickelt werden soll. Den reichsten Bestand von Wiegendrucken auf deutschem Boden erschließt der Inkunabelkatalog der Bayerischen Staatsbibliothek. Seit Mitte des Jahres 2005 ist die Verteilte Digitale Inkunabelbibliothek online. In ihr liegen über 1000 Wiegendrucke aus den Beständen der Herzog August Bibliothek zu Wolfenbüttel und der Kölner Universitäts- und Stadtbibliothek in digitaler Form vor.

## Druck- und Druckerforschung
Ludwig Hain und seine Vorgänger konzentrierten sich bei der Erarbeitung ihrer Kataloge und Bibliografien stets mehr auf die literarische als auf die buchtechnische Dimension der Inkunabeln. Für das technische Material der frühesten Buchdrucker bestand meist nur insoweit Interesse, wie dessen Analyse helfen konnte, ganz oder teilweise unfirmierte Wiegendrucke genauer zu bestimmen und in die Inkunabelverzeichnisse zu integrieren. Da viele Inkunabeln eines Druckvermerks entbehrten und somit keine oder nur unvollständige Angaben über ihre Herkunft machten, war es bei einer rein literarischen Beschreibung der Inkunabeln freilich unmöglich, den Inkunabelcharakter eines Werkes eindeutig zu bestimmen und die Druckschrift einer Druckerwerkstatt zuzuordnen. Um den Ursprung dieser nicht eindeutig datierten Titel zu klären, verglichen die Inkunabelbibliografen die Typen der ihnen vorliegenden, unfirmierten Drucke mit denen, die in eindeutig zugewiesenen Wiegendrucken verwendet wurden. Dabei war die Herangehensweise zunächst keine wissenschaftlich exakte. Die Zuweisung eines undatierten Werkes erfolgte aufgrund der „Ähnlichkeit“ der verwendeten Typen. Man arbeitete noch nicht mit einem ausgereiften Verfahren des Typenvergleichs, sondern verließ sich auf das recht willkürliche Ähnlichkeitsempfinden des jeweiligen Bibliografen.
Den ersten Versuch, dem Typenvergleich eine wissenschaftlich exakte Basis zu verschaffen, machte Henry Bradshaw anno 1870. Er schlug vor, die Inkunabeln nach Typenformen einzuteilen und sprach sich des Weiteren für die geographisch-chronologische Ordnung nach dem Vorbild Georg Wolfgang Panzers aus. Seine Ideen kamen jedoch erst durch das Wirken Robert Proctors zu ihrer vollen Wirkung. Inspiriert von Bradshaws Ansatz begann dieser ein Verzeichnis aller Inkunabeln des British Museums und der Oxforder Bodleian Bibliothek zu erstellen. Dabei ordnete auch er die Titel nach Druckorten und Druckern und erst nachfolgend chronologisch an. Proctor konzentrierte sich in seinem Werk voll auf die drucktechnische Seite der Wiegendrucke. So verzichtete er auf jede textliche Beschreibung und gab lediglich den kurz gefassten Titel sowie Jahr und Tag des Erscheinens des jeweiligen Werkes an. Darauf folgten ausführliche Angaben zu den verwendeten Schriftarten. Proctor gab dabei für jede Druckerwerkstatt einen breiten Überblick über die zur Verwendung gelangten Typen. Sein wichtigstes Hilfsmittel, um den Grad einer Type zu bestimmen, war dabei das am Rand der Seite gemessene Maß von zwanzig Zeilen.
Konrad Haebler bemühte sich, Bradshaws und Proctors Methode weiter zu verbessern. Mit seinem Typenrepertorium der Wiegendrucke wollte er sich vom Proctor'schen Begriff der Ähnlichkeit bei der Typenvergleichung lösen und an dessen Stelle die Beachtung der unterscheidenden Merkmale setzen. Als wichtigstes Kriterium der Typenvergleichung übernahm Haebler von Proctor das Maß von zwanzig Zeilen, verbesserte jedoch den Modus der Messung. Um das gewaltig angewachsene Vergleichsmaterial sinnvoll vorzuordnen, nutzte er für die gotischen Schriften das in großer Formenvielfalt vorkommende M. Bei den Antiquaschriften entschied sich Haebler für das Q als kritische Type.
Neben der Typenvergleichung existieren noch weitere moderne Methoden, die helfen können, undatierte Drucke chronologisch einzuordnen und eindeutig einer bestimmten Druckerwerkstatt zuzuordnen. So sind der Erforschung der Wasserzeichen ebenso neue Erkenntnisse zu verdanken wie der chemischen Analyse der Druckfarben.
Bei einer breiteren Auslegung des Begriffes kann auch die Geschichte der Drucker des 15. Jahrhunderts als Teil der Inkunabelforschung verstanden werden. Während sich die „klassische“ Inkunabelforschung mit den Methoden der ältesten Buchgestaltung beschäftigt, untersucht die mit der Inkunabelzeit befasste historische Forschung die geschichtlichen Verhältnisse der Frühdruckzeit und die Biografien der Drucker. Dabei kommt der Sichtung und Auswertung historischen Quellenmaterials (z. B. Akten, Urkunden, Steuerlisten) eine besondere Bedeutung zu. Die Biografien der deutschen Inkunabeldrucker erschließt in hervorragender Weise Ferdinand Geldners zweibändiges Werk Die deutschen Inkunabeldrucker.